# La felicità (film 1917)
La felicità è un film muto italiano del 1917 diretto da Guglielmo Zorzi.